# Щавель водяний
Щавель водяний (Rumex aquaticus L.) — багаторічна рівнинна трав'яниста кореневищна рослина родини гречкових.
Стебло притиснуто-волосисте, 50—150 см заввишки. Листки прості, цілокраї, чергові, загострені, голі; нижні — з довгими, трохи жолобкуватими черешками, серцеподібно-трикутні. Квітки двостатеві, актиноморфні, з простою чашечкоподібною зеленою оцвітиною, в кільцях. Суцвіття волотеподібне, з притиснутими гілками. Плід — горішок. Цвіте у червні — липні.

## Поширення
Зустрічається зрідка на Поліссі і в Лісостепу по берегах водойм, на вологих лісових галявинах, на болотистих луках.
Заготівля і зберігання, хімічний склад, фармакологічні властивості і використання, лікарські
форми і застосування — усе так, як у статті щавель кінський, але використовують цю рослину лише в народній медицині.